# 石路
石路是位于苏州市金阊区（现已并入姑苏区）的一条街道，也是附近一片商业区的通称。
石路地处苏州传统的阊门外商业区，但是明清该商业区鼎盛时期并无此路。1860年庚申之劫中，该商业区被彻底焚毁。此后得到部分恢复。
甲午战争以后，苏州被辟为商埠，日本在城南开辟了苏州日租界。中国绅商为与日本竞争，决定开发基础较好的阊门外地区，修筑了南北向的大马路（大致相当于广济路、阊胥路）、横马路等近代马路。
在1906年-1911年之间，盛宣怀在苏州阊门外修筑了一段碎石马路，由上塘街渡僧桥南堍经砧鱼墩口、禄荣坊口到大马路（义昌福门前叉道口） ，方便家人的车马来往于阊门内天库前的盛府和阊门外盛家的私人园林留园之间，得名石路。
此后，石路成为清末民初阊门外商业区“三路一街”（大马路、横马路、石路和上塘街）的组成部分之一。
文革中，石路大片房屋被烧，原来的石路改名为延安路（阊胥路），而将大马路中义昌福西至鸭蛋桥路段、横马路中鸭蛋桥至永福桥路段，二段合称石路。从此石路张冠李戴，不再在原来的方位。
此后，石路演变为低档商铺区。2004年改建为新型现代商业圈。